# AN/MPQ-64 센티넬

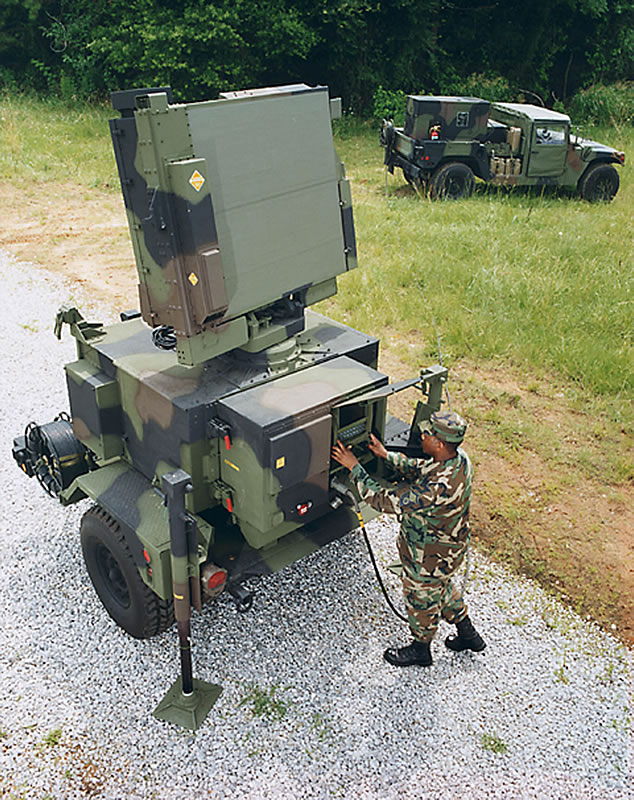
센티넬 레이다

AN/MPQ-64 센티넬 레이다는 미국 레이시온이 제작한 단거리용 PESA 레이다이다. X 밴드 3차원 위상배열 레이다로서, 탐지거리 75 km, 탐지고도 40 km이다. 전세계 각국에 200대가 배치되어 있다.

## 패트리어트 레이다
대한민국 정부는 패트리어트 PAC-2 시스템의 레이시온 AN/MPQ-53 PESA 레이다를 독일에서 중고로 수입했다. 이에 대한 개량으로 패트리어트 PAC-3 시스템의 레이시온 AN/MPQ-65 AESA 레이다를 구입할 계획이다.
패트리어트 PAC-3 시스템의 레이시온 AN/MPQ-65 PESA 레이다의 탐지거리가 100 km인데 비해, 레이시온 AN/MPQ-64 센티넬 AESA 레이다의 탐지거리는 75 km이다.

## 호크 21
미국 레이시온사는 1960년대 호크 미사일을 대체하기 위해 1990년대 패트리어트 미사일을 개발했으나, 기존의 호크 미사일도 완전히 생산중단한 것이 아니라, 호크 21이란 최신 버전을 발표해, 패트리어트와 동일한 탄도 미사일 요격기능을 탑재했다. 호크 21은 AN/MPQ-64 센티넬 레이다를 사용하여 항공기, 탄도 미사일을 요격한다.

## AN/MPQ-64F1
AN/MPQ-64F1 Improved Sentinel은 가장 최신 버전이다. 20년 이상의 레이다 연구의 최신 결과몰로서, 주임무는 공중 침투 위협의 탐지, 추적, 식별, 보고를 자동화하는 것이다. 고속 전투기, 순항 미사일, UAV, 헬리콥터를 탐지한다.
레이시온은 길이 38 m인 비행선(에어로스 3200)에 탑재되어 14일 동안 150 km까지 탐지할 수 있다고 홍보한다. 대한민국이 추진하다 중단한, 논란이 매우 많았던 성층권 비행선 사업과 관련된 것인데, 미국 최대 방위산업체 중의 하나인 레이시온은 2014년에도 이런 주장을 홍보하고 있어서, 관련 사업이 완전히 허구는 아닌 것으로 보인다.
임프루브드 센티넬은 탐지거리가 길어져서, 호크 미사일, SL-AMRAAM 시스템에 사용될 수 있다.
C-130 수송기로 전세계에 전개할 수 있으며, 3명의 운용요원이 15분만에 설치할 수 있다.
MPQ-64 센티넬의 탐지거리는 75 km 여서 MPQ-65 패트리어트 PAC-3의 100 km 보다 짧았으나, MPQ-64F1 임프루브드 센티넬의 탐지거리는 120 km이다.
2011년 6월, 모로코 정부는 8대의 임프루브드 센티넬을 6700만 달러(670억원)에 주문했다.

### 저고도 위협 방어
센티넬은 저고도로 침투하는 초경량 비행물체를 120 km 거리에서 탐지한다. 순항 미사일, UAV, 헬기, 기타 초경량 비행물체를 55도 고도각, 360도 방위각으로 탐지한다. 즉, 2014년 백령도 무인기를 방어할 수 있었다.

### C-RAM
센티넬은 대포병 레이다의 기능인 C-RAM 모드를 제공한다. 적의 자주포, 방사포, 단거리 로켓포를 탐지하여, 요격할 수 있게 한다. 즉, 2010년 연평도 포격의 북한 방사포를 공중 요격하여 방어할 수 있었다.

## 천궁 레이다
삼성탈레스는 러시아 알마즈-안테이사의 S-300 레이다를 수입했다. 2006년 계약을 하였으며, 알마즈-안테이는 2대의 레이다를 설계, 제작해, 설계도와 함께 삼성탈레스에 공급했다. 알마즈-안테이는 세계 14위 방위산업 대기업이다. 탐지거리는 100 km라고 알려져 있으나, 정확하게 팜플렛 제원이 발표된 적이 없다. 보통 천궁 레이다라고 부른다.
레이시온의 센티넬 홍보 내용을 참고하면, 그와 동일한 성능의 천궁 레이다가 2010년 연평도 포격, 2014년 백령도 무인기에 사용될 수 있는데도 불구하고, 언론에서나 정부에서는 천궁 레이다에 대한 일체 언급이 없었고, 항상 신규 수입 이야기를 하였다. 즉, 천궁 레이다로 초소형 UAV의 탐지가 가능하며, 장사정포 방어가 가능하다. 그러나, 2010년이나 2014년 모두, 정부와 언론사, 수많은 군사전문가들은, 삼성의 천궁 레이다에 대해서는 일체, 아무런 언급을 하지 않았다.
대한민국군이 보유한 자주포, 다연장 로켓포의 시험발사와 이에 대한 천궁 레이다의 탐지장면, 대한민국군의 소형 무인기를 시험비행하여 이를 탐지하는 천궁 레이다의 모습을 뉴스에 공개할 수 있거나, 또는 개량사업 주장이 국회나 언론에서 나왔어야 했는데, 일체 언급이 없으며, 무조건 새로운 제품을 수입하자고 주장한다. 그러나 2014년 현재 전세계에는, 장사정포 방어와 초소형 무인기 방어와 관련, 레이시온 센티넬 보다 더 뛰어난 어떤 레이다가 존재하는 게 아니다. 그런 종류의 무기체계는 다들 성능이 비슷하며 수출시장에서 경쟁중이다. 더 매우 뛰어난 무기체계는 존재하지 않는다.
센티넬 레이다와 사이드와인더는 모두 미국 레이시온 제품이지만, 이스라엘은 이스라엘산 센티넬 레이다에 이스라엘산 사이드와인더를 연동하여 아이언 돔을 개발해서, 실전배치했다. 2012년 하마스의 장사정포 공격에 90%의 방어율을 실전기록했다. 아이언 돔은 대포 포탄만 공중 요격하는 것이 아니라, 초소형 무인기도 공중 요격하는 무기 시스템이다. C-RAM 참조.

## 같이 보기
- 아이언돔
- 백령도 무인기
- AN/MPQ-53 - 패트리어트 PAC-2
- AN/MPQ-65 - 패트리어트 PAC-3
- 나삼스